# Franklin Brownell
Pour les articles homonymes, voir Brownell.
Franklin Peleg Brownell, né le 27 juillet 1857 à New Bedford au Massachusetts et mort le 13 mars 1946, est un peintre de paysages, dessinateur industriel et un enseignant actif au Canada.

## Biographie
Il étudie à Boston à Tufts School of the Museum of Fine Arts en 1879 et à l'Académie Julian à Paris de 1880 à 1883 sous Adolphe William Bouguereau, Tony Robert-Fleury et Léon Bonnat. Il rencontre des compatriotes expatriés et ainsi que le peintre canadien William Brymner.
Après avoir passé quelque temps à Montréal, il déménage à Ottawa en 1886 pour occuper le poste de directeur de l'École d'Art d'Ottawa jusqu'en 1900. Il accepte le même poste de directeur entre 1900 et 1937 avec la Women’s Art Association à Ottawa, qui deviendra plus tard Art Association of Ottawa.
Parmi ses élèves figurent Pegi Nicol MacLeod, Henri Masson et Robert Tait McKenzie.
Franklin Brownell est élu membre de l'Académie Royale Canadienne des Arts en 1895, et de l'Ontario Society of Artists (1899-1907).
Franklin Brownell peint dans les Antilles vers 1913 et entreprend un certain nombre de peintures lors de voyages dans les régions du Québec de Gaspésie et de Gatineau, le Parc Algonquin et d'autres endroits autour d'Ottawa en Ontario. Il est l'un des membres fondateurs du Canadian Art Club à Toronto en 1907.
Outre les paysages, il réalise également des portraits, des études de fleurs, des marines et des scènes de genre à l'huile, à l'aquarelle et au pastel

## Expositions
- De 1893 à Chicago Exposition universelle
- En 1900, il remporte une médaille de bronze à l'exposition universelle de Paris pour le photographe
- 1904, Exposition universelle, St Louis,
- En 1922, il est à l'honneur avec une exposition rétrospective de son œuvre à la Galerie Nationale du Canada.
- 1924-25, British Empire Exhibition

## Collections
- Galerie nationale du Canada[3]
- Winnipeg Art Gallery [4]
- Musée d'Orsay [5]